# Копотиловка
Копотиловка (рос. Копотиловка) — присілок в Опочецькому районі Псковської області Російської Федерації.
Населення становить 24 особи. Входить до складу муніципального утворення Пригородна волость.

## Історія
Від 2015 року входить до складу муніципального утворення Пригородна волость.

## Населення
| 2001 | 2002 | 2010 | 2012 | 2013 | 2014 | 2015 |
| ---- | ---- | ---- | ---- | ---- | ---- | ---- |
| 22   | ↗28  | ↘17  | ↘15  | ↘14  | ↗21  | →21  |
| 2016 |      |      |      |      |      |      |
| ↗24  |      |      |      |      |      |      |